# Мосеч
Мосеч (хорв. Moseć) — населений пункт у Хорватії, у Шибеницько-Книнській жупанії у складі громади Ружич.

## Населення
Населення за даними перепису 2011 року становило 75 осіб.
Динаміка чисельності населення поселення:

## Клімат
Середня річна температура становить 12,62 °C, середня максимальна – 27,38 °C, а середня мінімальна – -1,98 °C. Середня річна кількість опадів – 876 мм.
| Клімат поселення                              | Клімат поселення | Клімат поселення | Клімат поселення | Клімат поселення | Клімат поселення | Клімат поселення | Клімат поселення | Клімат поселення | Клімат поселення | Клімат поселення | Клімат поселення | Клімат поселення | Клімат поселення |
| Показник                                      | Січ.             | Лют.             | Бер.             | Квіт.            | Трав.            | Черв.            | Лип.             | Серп.            | Вер.             | Жовт.            | Лист.            | Груд.            |                  |
| Середній максимум, °C                         | 9,21             | 9,89             | 12,94            | 16,58            | 21,41            | 25,20            | 27,38            | 27,15            | 22,40            | 17,64            | 12,44            | 9,43             |                  |
| Середня температура, °C                       | 3,62             | 4,30             | 7,34             | 10,99            | 15,83            | 19,62            | 22,92            | 22,72            | 17,96            | 13,19            | 8,00             | 4,98             |                  |
| Середній мінімум, °C                          | −1,98            | −1,28            | 1,76             | 5,40             | 10,24            | 14,04            | 18,49            | 18,28            | 13,50            | 8,74             | 3,56             | 0,54             |                  |
| Норма опадів, мм                              | 73               | 65               | 69               | 76               | 63               | 62               | 40               | 53               | 80               | 93               | 110              | 92               |                  |
| Середньомісячна швидкість вітру, м/с          | 2.10             | 2.35             | 2.54             | 2.48             | 2.23             | 1.95             | 1.98             | 1.84             | 1.96             | 2.02             | 2.37             | 2.36             |                  |
| Середньомісячна сонячна радіація, кДж/м²·день | 5433             | 8163             | 11809            | 16273            | 20165            | 22785            | 24385            | 21327            | 15946            | 10378            | 5808             | 4608             |                  |
| --------------------------------------------- | ---------------- | ---------------- | ---------------- | ---------------- | ---------------- | ---------------- | ---------------- | ---------------- | ---------------- | ---------------- | ---------------- | ---------------- | ---------------- |
| Джерело:                                      |                  |                  |                  |                  |                  |                  |                  |                  |                  |                  |                  |                  |                  |